# 유리 릿헤우
유리 세르게예비치 릿헤우(러시아어: Ю́рий Серге́евич Рытхэ́у, 문화어: 유리 릐트헤우, 1930년 3월 8일~2008년 5월 14일)는 러시아의 작가이다. 축치인으로 축치 문학을 발전시킨 공로를 세웠다. 축치어와 러시아어로 된 작품(추코트카의 전설, 눈이 녹는 시기, 영구동토대의 종말 등)을 집필했으며. 그가 쓴 작품의 일부는 영화로도 제작되었다. 1930년에 축치인 사냥꾼 가족 사이에서 태어났으며, 원래 이름은 릿헤우였다. 축치인들은 전통적으로 성을 쓰지 않았다. 릿헤우도 처음에는 성이 없었고, 릿헤우라는 이름만 있었다. 하지만 나중에 그는 릿헤우라는 이름을 성으로 쓰기 시작했다. 75세 생일을 맞으면서, "전통의 수호자" 명예상을 받았다.